# Tenchu: Stealth Assassins
«Tenchu: Stealth Assassins» — це культова відеогра у жанрі стелс-екшн, розроблена японською компанією Acquire та випущена Sony Music Entertainment Japan. Гра стала визначною у світі відеоігор завдяки своєму унікальному підходу до ігроладу та стилю стелс-екшн на той час, а також захопливій атмосфері феодального Японії.

## Сюжет
Сюжет гри «Tenchu: Stealth Assassins» розгортається в середньовічному Японії, а гравець отримує можливість взяти участь у мистецтві ніндзя. Основні герої гри — два ніндзя: Рікімару та Аюма, які служать клану Азума. Вони отримують завдання від свого майстра, який керує кланом.
Сюжет глибоко переплетений з політичними і інтригами, що властиві феодальному Японії. Головні герої повинні виконувати різноманітні завдання, такі як вбивство цільових осіб, розвідка, викрадення чи інші ніндзя-операції.
Сюжет розвивається через послідовні місії, під час яких гравець дізнається про інтриги та секрети світу гри. Шлях героїв переплітається з історичними подіями і змушує їх зіткнутися з численними ворогами, іншими ніндзя та смертельними випробуваннями.
Одним із ключових аспектів сюжету є вибір гравця та його вплив на розвиток подій. Залежно від прийнятих рішень гравець може впливати на розвиток сюжету та кінцевий результат гри.
Таким чином, сюжет «Tenchu: Stealth Assassins» створює захопливий світ ніндзя та феодальної Японії, який приваблює гравців своєю таємничістю та напруженими подіями.

## Ігролад
1. Стиль стелс:
  - Головна особливість гри полягає в акценті на прихованості та уникненні прямих конфліктів. Гравці повинні використовувати стелс-техніки, такі як приховування у тінях, роблення критичних вбивств ззаду та використання природних об'єктів для укриття.
2. Великий арсенал зброї та інструментів:
  - Гравець може вибирати між різноманітними ніндзя-знаряддями, які включають кунай, шипи, катану та інші інструменти. Кожен інструмент має свої унікальні властивості та використовується для різних ситуацій.
3. Місії та завдання:
  - Гравець виконує різноманітні завдання, такі як вбивство цільових осіб, вивчення важливих об'єктів чи інфільтрація ворожих територій. Кожне завдання може бути виконане різними способами, залежно від вибору гравця.
4. Варіативність героїв:
  - Гравець має можливість обрати одного із двох головних героїв — Рікімару чи Аюмі, кожен із яких має свої унікальні характеристики та навички.
5. Елементи гри з урахуванням часу:
  - Деякі місії включають елементи, які залежать від часу, такі як цикли дня та ночі, що впливають на патрулювання ворожих воїнів.
6. Бойова система:
  - В разі виявлення гравцем або взяття на себе відкритого конфлікту, гра пропонує бойову систему з використанням різних прийомів та комбінацій для боротьби з ворогами.